# Tear in My Heart
Tear in My Heart è un singolo dei Twenty One Pilots, pubblicato il 6 aprile 2015 come secondo estratto dal quarto album in studio Blurryface.

## Descrizione
Il brano è una canzone d'amore dedicata alla moglie del cantante Tyler Joseph, Jenna. Dalle sonorità pop richiamanti David Bowie e Death Cab for Cutie, Alternative Press l'ha definito «esuberante».

## Video musicale
Il videoclip, diretto da Marc Klasfeld, vede i Twenty One Pilots suonare in una strada di Chinatown a Los Angeles. Tyler Joseph incrocia diversi passanti, il cui sguardo si deforma, sino a incrociare quello di una donna, interpretata dalla moglie di Joseph, che il cantante segue dentro un locale. Lì la donna inizia a colpirlo ripetutamente, sino a quando Joseph non inizia a sanguinare. I due si guardano negli occhi, per poi baciarsi.

## Tracce
Testi e musiche di Tyler Joseph.
Download digitale
1. Tear in My Heart – 3:08

CD promozionale
1. Tear in My Heart (Standard Version) – 3:08
2. Tear in My Heart (Instrumental) – 3:08
3. Tear in My Heart (TV Track Version) – 3:08
4. Tear in My Heart (Acapella Version) – 3:08

## Formazione
Twenty One Pilots
- Tyler Joseph – voce, tastiera, programmazione, pianoforte, chitarra
- Josh Dun – batteria, cori

Altri musicisti
- Ricky Reed – programmazione, basso

Produzione
- Tyler Joseph – produzione esecutiva, coproduzione
- Chris Woltman – produzione esecutiva
- Ricky Reed – produzione esecutiva, produzione
- Neal Avron – missaggio
- Scott Skrzynski – assistenza al missaggio
- Chris Gehringer – mastering
- Drew Kapner – ingegneria del suono
- Alex Gruszecki – assistenza tecnica

## Classifiche
| Classifica (2015)         | Posizione massima |
| ------------------------- | ----------------- |
| Canada                    | 88                |
| Giappone                  | 68                |
| Stati Uniti               | 82                |
| Stati Uniti (alternative) | 2                 |
| Stati Uniti (rock)        | 6                 |

### Classifiche di fine anno
| Classifica (2015)         | Posizione |
| ------------------------- | --------- |
| Stati Uniti (alternative) | 6         |
| Stati Uniti (rock)        | 14        |